# Costo hundido

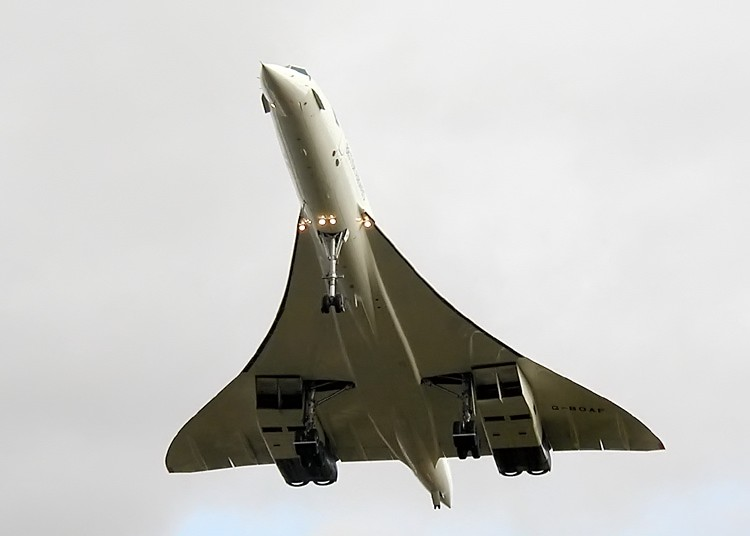
La "falacia del Concorde" es otro nombre para la "falacia de costo hundido", en la cual los tomadores de decisiones toman en cuenta los costos anteriores al tomar decisiones sobre el futuro. La expresión "falacia del Concorde" se refiere a que los gobiernos del Reino Unido y Francia tomaron sus gastos anteriores en el costoso avión supersónico como una razón para continuar el proyecto, en oposición a la razón de "reducir sus pérdidas".

En el ámbito de la economía y la toma de decisiones de negocios, se denomina costo hundido (también costo sumergido o perdido) a aquellos costos retrospectivos, que han sido incurridos en el pasado y que no pueden ser recuperados. A veces se contraponen los costos hundidos con los costos prospectivos, que son aquellos costos a futuro que pueden ser incurridos o modificados como consecuencia de decisiones o acciones. Tanto los costos retrospectivos como prospectivos pueden ser costos fijos (continuos por todo el tiempo que el negocio se encuentre operativo y no dependientes del volumen de producción o ventas) o costos variables (dependientes del volumen). Sin embargo, es de notar que muchos economistas consideran que es un error clasificar a los costos hundidos como "fijos" o "variables." Por ejemplo, si una empresa incurre en un gasto de $1 millón en la instalación de un determinado software de gestión empresarial, dicho costo es "hundido” porque fue un gasto unitario que no puede ser recuperado una vez realizado. Un costo "fijo" sería el caso de pagos mensuales realizados como parte de un contrato de servicios o licenciamiento con la compañía que proveyó el software. El pago por adelantado irrecuperable de la instalación no debe ser considerado un costo "fijo", con su costo distribuido a lo largo del tiempo. Los costos fijos deben ser considerados en forma separada. Los "costos variables" de este proyecto podrían incluir el uso de energía eléctrica por parte del centro de datos, etc.
Según la teoría microeconómica tradicional, solo aquellos costos prospectivos o futuros son relevantes en la toma de decisiones de inversión. La economía tradicional propone que los actores económicos no deben dejar que los costos hundidos influyan sobre sus decisiones. En caso contrario no se estaría evaluando una decisión racionalmente exclusivamente por sus propios méritos. Alternativamente, un tomador de decisiones podría realizar decisiones racionales según sus propios incentivos, fuera de consideraciones sobre eficiencia o ganancia. Esta situación es considerada un problema de incentivos y es diferente de un problema de costo hundido.
La evidencia recogida mediante economía del comportamiento sugiere que esta teoría no logra predecir el comportamiento del mundo real. En efecto, los costos hundidos, influencian las decisiones de los actores en sus decisiones ya que los humanos son proclives a la aversión a la pérdida y efectos de encuadre. A la luz de estas características cognitivas, no debe sorprender que a menudo las personas no se comporten de acuerdo a lo que los economistas consideran un comportamiento "racional."
Los costos hundidos no deben afectar la mejor opción elegida por un tomador de decisiones racional. Sin embargo, hasta que un tomador de decisiones decide de manera irreversible el uso de ciertos recursos, el costo prospectivo es un costo futuro evitable y por lo tanto es correcto tenerlo en cuenta en todo proceso de toma de decisiones. Por ejemplo, si se está analizando la compra por anticipado de entradas para el cine, pero todavía no se ha procedido a comprarlos, el costo es evitable. Si el precio de las entradas sube hasta un valor que le requiere al comprador pagar más que el valor que el comprador le asigna, el posible comprador deberá evaluar este cambio en el posible costo en su toma de decisión y revaluar su decisión.

## Descripción
El costo hundido es diferente de una pérdida económica. Por ejemplo, al comprar un automóvil, puede ser vendido posteriormente; sin embargo, es probable que no se pueda revender por el precio original de compra. La pérdida económica es la diferencia (incluidos los costos de transacción). El monto originalmente pagado no debe afectar ninguna decisión futura racional sobre el automóvil, independientemente de cuál sea su valor de reventa: si el dueño puede obtener un mayor valor si vende el automóvil que si no lo vende, entonces debe venderlo, sin importar qué precio haya pagado por él. En este sentido, el costo hundido no es una cantidad precisa, sino un término económico de la suma pagada, en el pasado, la cual ya no es relevante en la toma de decisiones sobre el futuro; puede ser utilizado en forma inconsistente en un modo cuantitativo para representar el costo original o la posible pérdida económica. A veces también es utilizado como un término para hacer referencia a un error de análisis a causa de la falacia de costo hundido, una toma de decisión irracional o, simplemente datos irrelevantes.
Los economistas sostienen que los costos hundidos no deben ser tenidos en cuenta al tomar decisiones racionales. En el caso de por ejemplo haber comprado una entrada para ir a ver un partido de fútbol, si el comprador de la entrada se da cuenta de que en realidad no desea ir a ver el partido se le presentan dos opciones:
1. haber pagado el precio de la entrada y haber visto un partido que en realidad no quería ver; o
2. haber pagado el precio de la entrada y haber utilizado el tiempo para realizar alguna actividad que le resulte más placentera.

En ambos casos, el comprador de la entrada ha pagado el precio de la entrada por lo que esa parte de la decisión no afecta ya el futuro. Si el comprador de la entrada se arrepiente de haber comprado la entrada, la decisión que debe tomar es si es que desea realmente presenciar el partido, independientemente de cuanto haya sido el precio de la entrada, como si la entrada al partido no le hubiera costado nada. Un economista le sugeriría que dado que la segunda opción solo significa sufrir de una sola manera (gastar dinero), mientras que la primera significa un sufrimiento doble (gastar dinero y malgastar tiempo), evidentemente es preferible la segunda opción.
Los costos hundidos pueden causar sobrecosto. En el ámbito de los negocios, un ejemplo de costos hundidos puede ser haber invertido en una fábrica o investigaciones que en la actualidad poseen un valor muy reducido o directamente no poseen ningún valor. Por ejemplo se ha gastado $20 millones en construir una planta generadora de electricidad; el valor actual es nulo ya que se encuentra incompleta (y no es factible su venta ni la recuperación de lo invertido). Es posible completar la construcción de la planta si se realiza una inversión adicional de $10 millones, o abandonarla y construir una fábrica equivalente con igual producción invirtiendo $5 millones. Debería ser obvio que la decisión más racional es abandonar el proyecto y construir la fábrica alternativa, aun cuando significa la pérdida total de la inversión original— la suma original invertida es un costo hundido. Si los tomadores de decisión son irracionales o poseen los incentivos equivocados, se puede llegar a decidir continuar hasta finalizar el proyecto original. Por ejemplo, los políticos o gerentes pueden tener un incentivo mayor en tratar de evitar que quede en evidencia una pérdida total. En la práctica, existe considerable ambigüedad e incerteza en este tipo de casos, y en retrospectiva las decisiones parecen irracionales, cuando en el momento que se tomaron parecían razonables a los ojos de los actores económicos involucrados y el contexto de sus propios incentivos.
La economía del comportamiento reconoce que a menudo los costos hundidos afectan las decisiones a causa de la aversión a las pérdidas: el precio pagado se convierte en un marco de referencia para el valor, cuando en realidad el precio pagado debiera ser irrelevante. Ello es considerado un comportamiento irracional (ya que la racionalidad es definida por la adhesión a la economía clásica). Diversos experimentos económicos han demostrado que la falacia del costo hundido y la aversión a la pérdida son fenómenos frecuentes; por lo tanto la racionalidad económica, asumida por gran parte de los principios económicos, es limitada. 

## Características significativas de la heurística del costo hundido
Existen dos características específicas de la heurística del costo hundido que merecen ser destacadas:
1. Un sesgo hacia un exceso de probabilidad optimista, por medio del cual luego de haber realizado una inversión aumenta la evaluación de los posibles dividendos que se obtendrán en consecuencia.
2. El requisito de la responsabilidad personal. El costo hundido parece operar principalmente en aquellos que sienten una responsabilidad personal por aquellas inversiones que serán consideradas un costo hundido.

### Sesgo hacia un exceso de probabilidad optimista
En 1968 Knox y Inkster, realizaron un experimento clásico sobre costo hundido, se acercaron a 141 apostadores de carreras de caballos: 72 de las personas acababan de comprar una apuesta de $2.00 en los últimos 30 segundos, y 69 personas iban a comprar una apuesta de $2.00 en los próximos 30 segundos. Su hipótesis era que las personas que acababan de decidir tomar una acción (apostar $2.00) presentarían una disonancia post-decisión al estar más convencidos de que nunca de que habían elegido al caballo ganador. Knox y Inkster le pidieron a los apostadores que evaluaran las probabilidades de que su caballo resultara ganador en una escala del 1 al 7. Ellos descubrieron que en promedio las personas que estaban a punto de comprar la apuesta evaluaban la posibilidad de que su caballo resultara ganador con un valor de 3.48 que correspondía a "una razonable probabilidad de ganar" mientras que las personas que acababan de comprar su apuesta asignaban en promedio un valor de 4.81 que correspondía a "una buena probabilidad de ganar". Esto confirmó su hipótesis: luego de haber realizado su inversión de $2.00, las personas se encontraban más confiadas en que su apuesta resultaría ganadora. 
Arkes y Blumer (1985) y Arkes & Hutzel (2000) presentan evidencia adicional relacionada con estimaciones de exceso de probabilidad optimista.

### Requisito de la responsabilidad personal
En 1976 Staw y Fox en un estudio sobre 96 estudiantes de negocios les presentaron a los estudiantes la opción de realizar una inversión de I&D en un departamento con un desempeño mediocre dentro de una empresa, o en alguna otra sección de la hipotética empresa. Staw y Fox dividieron a los participantes en dos grupos: una condición de baja responsabilidad y una condición de elevada responsabilidad. A los miembros del grupo de elevada responsabilidad, se les dijo a los participantes que ellos como gerentes, habían realizado previamente una inversión en I&D que no había sido exitosa. A los miembros del grupo de baja responsabilidad, se les dijo que un gerente antes de ellos había realizado una inversión de I&D en el departamento con un desempeño mediocre y se les entregó la misma información empresaria entregada al otro grupo. En ambos casos se le pidió a los sujetos que decidieran sobre una nueva inversión por $20 millones. El análisis de las decisiones tomadas reveló una correlación significativa entre el nivel de responsabilidad personal y el monto de la inversión promedio recomendada, mientras que el grupo con una responsabilidad personal elevada en promedio recomendó una inversión de $12.97 millones el grupo con una responsabilidad personal reducida recomendó en promedio una menor inversión de $9.43 millones.
Resultados similares habían sido obtenidos en estudios previos por parte de Staw (1974, 1976) y por parte de Arkes y Blumer (1985) y Whyte (1986).

## Dilema del costo hundido
El principio económico que los costos hundidos no deben ser considerados al tomar decisiones puede conducir a una situación en que la suma de un conjunto de buenas decisiones puede dar lugar a un gran desastre. Esta situación y su dilema puede ser descrita utilizando un modelo de 'teoría de juegos' para juegos con un jugador.
No debe confundirse el dilema del costo hundido con su secuencia de buenas decisiones con la falacia del costo hundido, donde una concepción equivocada sobre el costo hundido puede llevar a tomar malas decisiones. La falacia del costo hundido se produce cuando las personas toman decisiones sobre una situación actual basándose en lo que han invertido previamente en dicha situación. Por ejemplo, habiendo gastado $100 en una entrada para el concierto y ese día resulta ser frío y lluvioso. Se suele tener la sensación que si no se concurre se ha derrochado el dinero y el tiempo dedicado a hacer la cola para la compra y uno se siente obligado a concurrir aun en el caso de que uno en realidad no desee ir.

## Principio “Bygones”
El principio bygones (principio de lo pasado) es una teoría económica utilizada en los negocios. Los economistas enfatizan los costos "extra" o "marginales" y los beneficios de cada decisión. La teoría enfatiza la importancia de ignorar los costos pasados y solo tomar en cuenta los costos futuros y beneficios al tomar decisiones. La misma establece que al tomar una decisión, se debe realizar un cálculo detallado de los costos extra que uno incurrirá y compararlos contra las ventajas adicionales a obtener a cambio.